# 克鲁夫特
克鲁夫特是德国莱茵兰-普法尔茨州的一个市镇。总面积18.18平方公里，总人口3935人，其中男性1958人，女性1977人（2011年12月31日），人口密度216人/平方公里。